# Pimian
Pimian är en köping i sydöstra Kina. Det ligger i Yangchun i staden Yangjiang i provinsen Guangdong, omkring 170 kilometer sydväst om provinshuvudstaden Guangzhou. Antalet invånare är 46 607. Befolkningen består av 22 552 kvinnor och 24 055 män. Barn under 15 år utgör 21,0 %, vuxna 15-64 år 66 %, och äldre över 65 år 11,0 %.